# Batalla de Biniatap
La batalla de Biniatap fou un dels episodis de la Guerra de Successió Espanyola, en la que els borbònics van derrotar els austriacistes a Menorca l'estiu de 1706.

## Antecedents
Menorca havia rebut reforços d'infanteria de marina francesa encapçalats per Jacques-Pierre de Taffarel, monsieur de La Jonquière i un regiment italià l'octubre de 1705, havent una guarnició de 764 homes a tota l'illa el març de 1707, i el nou governador Diego Leonardo Dávila, va desembarcar el 8 de maig de 1706 amb un reforç de 6 companyies de 50 homes cada una (300 soldats i els seus oficials) .
Aprofitant el canvi de mans de Mallorca que va caure en mans dels austriacistes amb el suport de la flota anglo-holandesa de l'almirall britànic John Leake el setembre de 1706, es va produir l'octubre un aixecament en contra dels borbònics encapçalat per Joan Miquel Saura Morell a Ciutadella, i aquest fou nomenat governador i capità general de Menorca el 19 d'octubre, i tot i que el castell de Fornells va caure, la manca de suport dels mallorquins va impedir la presa del Castell de Sant Antoni, on estaven tancats Diego Leonardo Dávila i Jacques-Pierre de Taffarel, que quedaria en mans borbòniques assetjat per un exèrcit de 400 homes desplegats formant un ampli arc des del turó del Turc a Cala Figuera passant per Biniatap, tòrax i Binisaid.
El 31 d'octubre, els aliats van intentar prendre el raval llançant un atac contra la torre del Rei aconseguint calar foc a la porta de la torre però els defensors van rebre auxili de dues companyies de granaders espanyols i dos de fusellers del castell. El novembre va arribar la corbeta francesa Abel Isaac comandada per monsieur de Gaponay, que va atacar Maó i una flotilla de 5 vaixells amb provisions de Sardenya.
Aprofitant que la flota aliada s'havia retirat de Mallorca, no trigaren a arribar els socors borbònics encapçalats per Claude Louis Hector de Villars que desembarcaren a la costa nord del port de Maó i als voltants de l'actual predi de Sant Antoni.

## Batalla
El 5 de gener de 1707 els revoltats encapçalats per Joan Miquel Saura Morell, que contava entre 1.400 i 2.800 homes, incloent uns dos-cents desertors italians, lluitaren a Maó contra les forces borbòniques. Les tropes de Felip V bateren als carlins, capitulant en els camps de Ferreries i cessant les últimes resistències en entrar Jacques-Pierre de Taffarel a Ciutadella.

## Conseqüències
En caure els austriacistes Joan Miquel Saura Morell, junt amb altres líders, va passar a Mallorca, on es quedarà fins a 1708 quan tornarà a la seva illa amb les tropes que realitzaran la conquesta austriacista de Menorca. El dia 15 de gener, el brigadier Dávila entrà a Ciutadella a assumir el càrrec de governador. Acabats els protocols, desestimà els articles de les capitulacions referents a defensa de llibertats individuals i municipals. Procedí a la confiscació de bens dels presoners i dels exiliats. Començà una persecució sagnant de sospitosos, la qual va provocar l'exili de persones senyalades. Aquestes posteriorment també van ser desposseïdes dels seus bens. Paral·lelament va procedir al nomenament de nous funcionaris entre les files dels fidels filipistes.
El març de 1707, es va descobrir una suposada conspiració contra les autoritats borbòniques. Sembla que no va ser altra cosa que una excusa per a desfermar una major repressió contra la majoria de la població austriacista. Dávila va detenir l'acusar de ser el promotor, l'obligà a delatar els altres implicats i tot seguit es posà al front d'un fort contingent militar amb el qual va recórrer tota l'illa. La segona onada repressiva començà per Maó, seguí a Alaior, Ferreries i fins a arribar a Ciutadella. Va fer arcabussejar, sumaríssimament, alguns dels denunciats, va ordenar el saqueig de les seves cases i posteriorment les va fer aterrar. Va prendre presoners d'entre la gent del poble per a ser enviats al Castell. Va aprofita el camí que feien per a assolar alguna casa de camp. Durant tot el mes següent va enviar les seves tropes a la recerca de conspiradors fugits. Els arrestats quan arribaven al Castell eren interrogats i posteriorment executats. Per a més càstig  el Governador va impedir que fossin recollits els noms dels morts en els llibres de defuncions parroquials.
L'anul·lació dels privilegis de Menorca, en la línia del que serà la Nova Planta que s'instaurarà posteriorment als territoris de la corona d'Aragó, representa la fita de la repressió.